# Cairo Montenotte
Cairo Montenotte är en ort och kommun i provinsen Savona i regionen Ligurien i Italien. Kommunen hade 13 005 invånare (2018).